# Perry (Maine)
Pour les articles homonymes, voir Perry.
Perry est une ville du comté de Washington, dans le Maine, aux États-Unis, à la frontière canadienne. Sa population s’élevait à 889 habitants lors du recensement de 2010, estimée à 941 habitants en 2016.

## Source
- (en) Cet article est partiellement ou en totalité issu de l’article de Wikipédia en anglais intitulé « Perry, Maine » (voir la liste des auteurs).